# Khok Charoen
Koordinaten: 15° 5′ 9,8″ N, 100° 38′ 30,1″ O
Khok Charoen (Thai: โคกเจริญ) ist ein archäologischer Fundplatz im Tal des Flusses Pa Sak in der Amphoe Khok Charoen, Provinz Lop Buri. Er befindet sich 3 Kilometer nordöstlich der Ortschaft Ban Dong Noi und 13,5 km (Luftlinie) nördlich von Chai Badan.

## Grabungsgeschichte
Khok Charoen wurde zwischen 1966 und 1970 archäologisch erforscht, wobei nur die Ergebnisse der ersten beiden Jahre von Bedeutung sind.

## Funde
Funde aus Khok Charoen deuten darauf hin, dass die Gegend bereits vor der Bronzezeit besiedelt war, obwohl man keine Gegenstände aus Bronze hat finden können. Die Gräber zeigten schlecht erhaltene menschliche Überreste zusammen mit Tongefäßen, die gebrannt wurden und Zonen roter Streifen und Schnurmarkierungen. Die Oberflächen der Gefäße sind mit Ziselierungen versehen, innerhalb derer sich gestempelte oder eingedrückte Oberflächen befinden. Die 44 Gräber enthielten Scheiben aus Muschelschalen als Schmuck, doch nicht in der Anzahl wie bei Khok Phanom Di; das Grab mit der größten Zahl solchen Schmucks wies 843 Scheiben auf. Die große Variabilität der Grabbeigaben deutet auf eine ausgeprägte soziale Stufung innerhalb der Bevölkerung von Khok Charoen hin. Es finden sich auch Stücke, die in einer bestimmten Fundlage von Khok Phanom Di exakt genauso gearbeitet sind und den gleichen Durchmesser zeigen. Auch Ringe und Armreifen aus Schneckengehäusen wurden gefunden, zusammen mit Ornamenten aus Marmor und Grünstein. Zwei Daten mithilfe der Thermolumineszenzdatierung deuten auf einen Zeitraum zwischen 1180 und 1080 v. Chr. hin, die Typologie der Tonwaren lässt jedoch auf einen Zeitraum rund 500 bis 1000 Jahr früher schließen.